# Zweiundsiebzig Buchstaben
Zweiundsiebzig Buchstaben (im Original Seventy-Two Letters) ist eine Science-Fiction-Kurzgeschichte des US-amerikanischen Schriftstellers Ted Chiang, zuerst veröffentlicht in der Anthologie Vanishing Acts von Ellen Datlow. Die Kurzgeschichte erschien ebenfalls in den Anthologien Year's Best SF 6 im Jahr 2001 zusammengestellt von David G. Hartwell, Steampunk im Jahr 2006 bearbeitet von Jeff und Ann VanderMeer sowie den Sammlungen Das wahre Wesen der Dinge im Jahr 2014 in deutscher Übersetzung von Karin Will und Geteilt durch Null im Jahr 2002 in Originalfassung und 2020 in deutscher Übersetzung.

## Handlung
In der alternativen Realität der Kurzgeschichte können Golems durch überlieferte Namen des Kabbala zum Leben erweckt werden. Solche Namen bestehen aus zweiundsiebzig hebräischen Schriftzeichen, welche in sechs Zeilen mit je zwölf Zeichen angeordnet werden. Robert Stratton experimentiert mit Golems mit zwei oder vier Gliedmaßen und studiert später am Trinity College in Cambridge die deren Namen zugrundeliegende Nomenklatur wie etwa Epitheton. Weitere Experimente betreffen menschenähnliche Golems sowie die Konstruktion von Händen und Fingern, sodass menschliche Arbeit übernommen werden und etwa Kinderarbeit in Fabriken ersetzt werden kann. Von Lord Fieldhurst, einem Zoologe und Anatom, sowie Doktor Ashbourne, einem Vortragenden vom Trinity College in Cambridge, erfährt Robert Stratton, dass aufgrund von sinkender Spermazahlen ein Aussterben der Menschheit innerhalb weniger Generationen befürchtet werden muss. Als Lösung soll die Suche nach einem Aptronym für die Menschheit selbst dienen, sodass deren Fortpflanzung über die Animierung von Golems weiterhin gesichert ist. Als Konsequenz werden Männer jedoch dafür überflüssig. Benjamin Roth, ein angesehener Kabbalatist, hat bereits einen Teilerfolg erzielt und einen Namen erschaffen, dessen Golem fähig ist genau diesen komplett aufzuschreiben. Weitere Erfolge bei der Suche nach dem Aptronym führen zur möglichen Manipulation der Fortpflanzungsfähigkeit, etwa dadurch dass die erste Generation steril ist. Lord Fieldhurst erhofft sich entgegen der Meinung von Robert Stratton und Doktor Ashbourne ein Mittel zur Bevölkerungskontrolle der armen Bevölkerung. Benjamin Roth wird schließlich ermordet aufgefunden und in seinem Nachlass findet Robert Stratton den von ihnen erhofften Namen, welcher mindestens zwei Generationen zeugungsfähger Nachkommen erlaubt und den Menschen daher weiterhin eine Wahl lassen wird.

## Auszeichnungen
Zweiundsiebzig Buchstaben gewann den Sidewise Award im Jahr 2000 und den japanischen Hayakawa S-F Magazin Leserpreis im Jahr 2002. Nominierungen gab es für den Hugo Award für beste Novelle im Jahr 2001, den World Fantasy Award für beste Novelle im Jahr 2001, den Locus Poll Award im Jahr 2001 und den Theodore Sturgeon Memorial Award im Jahr 2001.

## Kritik
Greg Bitty schreibt auf Strange Horizons, dass die Kurzgeschichte zu den feinsten Darstellungen des Science-Fiction-Subgenres des Steampunk gehöre („one of the finest representations of the SF subgenre of steampunk“). Dabei teile die Arbeit von Ted Chiang den von dominanten Autoren des Steampunk wie James Blaylock und Tim Powers benutzten Genuss an den spielerischen Aspekten der Aufarbeitung von Geschichte („Chiang's work, like that of dominant authors of steampunk such as James Blaylock and Tim Powers, shares a pleasure in the game-like aspects of reworking known history“). Ted Ciang überschreite die Grenze des Genres jedoch durch die frühe Einbindung, indem die gesamte industrielle Revolution uns die Welt in ganz anderen Arten und Weisen zeigen („Chiang transcends most works in the genre by starting his revision of history much earlier, reworking the entire industrial revolution in ways that manage to show us our world in new and startling ways“).